# William Procter

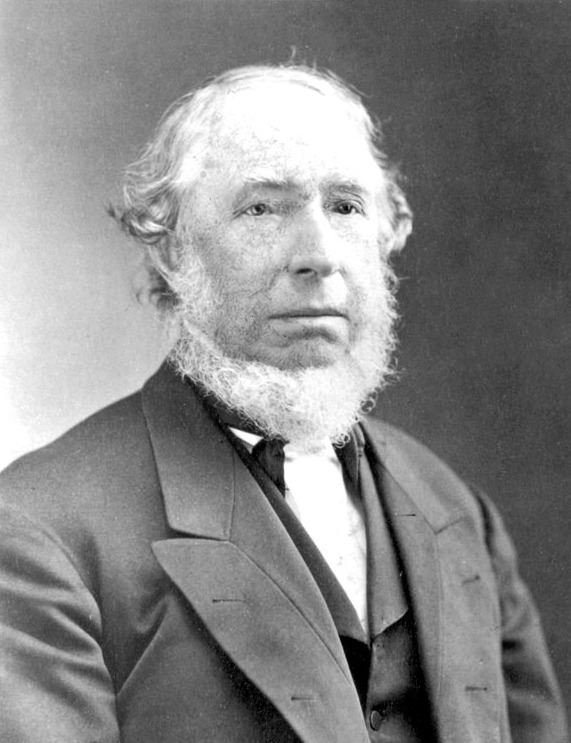
William Procter

William Procter (* 7. Dezember 1801 in Herefordshire, Großbritannien; † 4. April 1884 in Cincinnati, Ohio) war ein englischer Kerzenzieher und Industrieller. Er und sein Schwager James Gamble waren die Gründer und Namensgeber von Procter & Gamble.

## Werdegang
William Procter besuchte die Luckston School in Herefordshire. Danach eröffnete er 1818 ein Bekleidungsgeschäft in London. Procter verließ England 1830 in Richtung der Vereinigten Staaten, nachdem sein Geschäft einem Einbruchdiebstahl und Feuer zum Opfer gefallen war. Nach seiner Ankunft in New York City arbeitete er als Kerzenzieher. Von dort aus zog er dann mit seiner Ehefrau Martha nach Westen, wo sie beabsichtigten sich in dem neuen Grenzgebiet niederzulassen. Auf dem Weg wurde seine Ehefrau allerdings krank, so dass sie in Cincinnati Halt machen mussten. Seine Ehefrau verstarb dort an den Folgen von Cholera. Daraufhin entschied er sich in Ohio zu bleiben und nahm seine Tätigkeit als Kerzenzieher wieder auf. Er heiratete 1833 ein zweites Mal. Seine Schwägerin Elizabeth war mit James Gamble, einem Seifensieder, verheiratet. Ihr Schwiegervater schlug ihnen beiden vor, ihre Geschäfte aus Gründen der Kostenersparnis und Synergieeffekten zusammenzulegen. Daraufhin eröffneten die beiden Männer am 12. April 1837 ihr erstes Geschäft an der Ecke Sixth and Main Street in Cincinnati. Ihr Geschäft wuchs bedingt durch die Nähe zum Ohio River und der Tatsache, dass Cincinnati ein Bahnknotenpunkt war, rasch.
Ab 1851 führte Procter & Gamble eine frühe Version der „Mann-im-Mond“-Marke ein, die auf den Schachteln ihrer sternmarkierten Kerzen zum ersten Mal aufgebracht war. Dieser Schritt erfolgte aus der Notwendigkeit einer Identifizierbarkeit, da zu jener Zeit viele der Kunden Analphabeten waren. Der jährliche Umsatz wuchs kontinuierlich weiter und übertraf 1859 zum ersten Mal die Eine-Million-Dollar-Grenze. Kurz vor dem Bürgerkrieg waren Procter und Gamble darüber besorgt, dass ihr Nachschub an einer bestimmten Art von Kiefernharz aus dem Süden unterbrochen werden könnte, welches ein Hauptbestandteil in einigen ihrer Produkte war. Daraufhin schickten beide Partner ihre Söhne, William Alexander Procter und James Norris Gamble, nach Louisiana, damit sie dort eine riesige Menge von diesem Kiefernharz erwerben sollten. Dieser kluge Schachzug erlaubte es Procter & Gamble während des Bürgerkrieges eine dominierende Stellung auf dem Markt einzunehmen und einen lukrativen Vertrag über die Versorgung der Unionsarmee mit zahlreichen Produkten abzuschließen.
William Procter verstarb am 4. April 1884 in Cincinnati und wurde dann auf dem Spring Grove Cemetery beigesetzt. Nach dessen Tod wurde sein Sohn William Präsident von Procter & Gamble.

## Familie
William Procter war zweimal verheiratet, zuerst mit Martha Peat und nach deren Tod mit Olivia Norris (* ungefähr 1814; † 19. Oktober 1893). Seine erste Ehe blieb kinderlos. Aus der zweiten Ehen gingen zwölf gemeinsame Kinder hervor:
- William Alexander Procter (* August 1834; † 1907), von 1890 bis 1907 Präsident/Chairman und CEO von P&G
- Elizabeth (* ungefähr 1836)
- Sarah (* ungefähr 1837)
- Elaine (* ungefähr 1838)
- Jane (* ungefähr 1839)
- Olivia (* 1840)
- Harley Thomas Procter (* 1841), CEO bei P&G
- Oliver (* ungefähr 1841)
- George (* 1842)
- Harriet (* 1845)
- Edwin (* ungefähr 1849)
- Percy (* 1851)